# Thiên thần quyến rũ
Thiên thần quyến rũ (tiếng Hàn: 천사의 유혹; Romaja: Cheonsaui Yuhok) là một bộ phim truyền hình Hàn Quốc 2009 với sự tham gia của diễn viên Bae Soo-bin và Lee So-yeon. Đây là phiên bản làm lại của tác phẩm truyền hình Sự quyến rũ của người vợ đã rất thành công vào khoảng thời gian 2008-2009 nhưng khác với bản gốc khi bản này là nhân vật nam chính. Phim chiếu trên SBS vào mỗi thứ 2&3 lúc 20:55 gồm 21 tập.
Phim phát sóng tại Việt Nam trên kênh VTC7 - TodayTV từ ngày 24/9/2010.

## Nội dung
Có một đôi vợ chồng, nhưng vợ không yêu chồng, bởi vì chồng là con trai của kẻ thù đã giết chết cha mẹ cô, khiến cô mất đi người em gái duy nhất. Cô gái ấy quyết tâm lợi dụng hôn nhân như đạo cụ của dã tâm phục thù. Trở thành con dâu trong gia đình kẻ thù, cô giả vờ cư xử tình cảm nhằm chiếm được lòng tin cậy của các thành viên nhà chồng. Trái ngược lại, chồng cô rất yêu thương vợ. Làm sao để mang lại cho vợ niềm hạnh phúc nhất trên thế gian là mục đích sống của người đàn ông đó. Đối với anh, vợ là tình yêu định mệnh của đời mình.
Bộ phim bắt đầu bằng cảnh hôn lễ rực rỡ của hai người với hai ước mơ khác nhau đó. Cả hai đều đang nhìn nhau cười hạnh phúc, nhưng đằng sau nụ cười của cô dâu, một kịch bản trả thù hiểm độc ấn giấu. Thế rồi khi người chồng phát hiện ra tất cả bí mật của vợ, âm mưu, sự phản bộ của vợ biến thanh nỗi phẫn nộ của người chồng…trở thành người thực vật sau tai nạn giao thông, người chồng bổng tỉnh dậy. từ đây nội dung chủ yếu của phim tập trung vào hành trình đảo ngược, quay về phục thù của người đàn ông đáng thương đó.

## Phân vai
- Han Sang-jin vai Shin Hyun Woo (trước vụ cháy nhà)
- Bae Soo-bin vai Shin Hyun Woo, Ahn Jae Sung (sau vụ cháy nhà)
- Lee So-yeon vai Joo Ah Ran - vợ Shin Hyun Woo.
- Jin Tae-hyun vai Nam Joo Seung - người yêu của Joo Ah Ran.
- Hong Soo-hyun vai Yoon Jae Hee / Joo Kyeong Ran
- Jung Gyu-Su... ba Joo Ah-Ran
- Kang Yu-mi... Kim Yeon-Jae
- Park Ha-young... Jae-Hee (khi trẻ)
- Han Jin-hee... Shin Woo-Sub
- Cha Hwa-yeon.. Jo Kyung-Hee
- Kim Dong-keon.. Shin Hyun-Min
- Kim Ho-chang... journalist
- Lee Sol-gu.. money lender
- Jin Ye-sol.. Shin Hyun-Ji
- Sung Chang-hoon.. Secretary Kang
- Son Hyun-joo
- Choi Ji-na vai Jung Sang Ah / Julie Jung
- Lee Jong-hyuk vai Jung Sang Mo

## Giải thưởng
2009 SBS Drama Awards
- Best Supporting Actress in a Special Planning Drama: Cha Hwa-yeon
- New Star Award: Lee So-yeon

## Phát sóng

### Tại Việt Nam
- Kênh VTC7 - TodayTV: phim bắt đầu phát sóng lúc 19h00 từ thứ 2 đến thứ 6 hàng tuần, từ ngày 24/9/2010.[5][6]
- Kênh VTC7 - TodayTV: phim phát sóng lúc 12h00 từ thứ 2 đến thứ 6 hàng tuần, từ ngày 23/6/2011.[7][8]